# 金牛山水库
金牛山水库是中国江苏省南京市六合区境内的一座水库，位于八百河上，建于1959年。水库正常库容为5165万立方米，集雨面积为124平方千米，海拔为21.5米。其北部与天长，仪征接壤处的金牛湖地区是中国代表民歌《茉莉花》的发源地。